# Laricobius taiwanensis
Laricobius taiwanensis is een keversoort uit de familie tandhalskevers (Derodontidae). De wetenschappelijke naam van de soort is voor het eerst geldig gepubliceerd in 2007 door Yu & Montgomery.
De soort komt voor in Taiwan.